# Unione Sportiva Pergocrema 1982-1983
Questa pagina raccoglie le informazioni riguardanti l'Unione Sportiva Pergocrema nelle competizioni ufficiali della stagione 1982-1983.

## Rosa
| N. |                   | Ruolo | Calciatore         |
| -- | ----------------- | ----- | ------------------ |
|    | Italia (bandiera) | D     | Bergamaschi        |
|    | Italia (bandiera) | C     | Marino Bracchi     |
|    | Italia (bandiera) | D     | Franco Cornaro     |
|    | Italia (bandiera) | A     | Luciano Ferla      |
|    | Italia (bandiera) | D     | Mario Gatti        |
|    | Italia (bandiera) | P     | Giuseppe Giaveri   |
|    | Italia (bandiera) | C     | Alberto Gramignoli |
|    | Italia (bandiera) | C     | Milco Lainati      |
|    | Italia (bandiera) | D     | Paolo List         |
|    | Italia (bandiera) | D     | Lorenzo Mandelli   |
|    | Italia (bandiera) | C     | Maurizio Mariani   |

| N. |                   | Ruolo | Calciatore              |
| -- | ----------------- | ----- | ----------------------- |
|    | Italia (bandiera) | D     | Rodolfo Mauri           |
|    | Italia (bandiera) | C     | Walter Moneta           |
|    | Italia (bandiera) | P     | Mario Monzio Compagnoni |
|    | Italia (bandiera) | A     | Vittorio Muiesan        |
|    | Italia (bandiera) | D     | Giuseppe Rugginenti     |
|    | Italia (bandiera) | C     | Vittorio Samaden        |
|    | Italia (bandiera) | A     | Lamberto Tavelli        |
|    | Italia (bandiera) | C     | Tiberio Terzi           |
|    | Italia (bandiera) | D     | Francesco Tolasi        |
|    | Italia (bandiera) | A     | Antonio Zavaglio        |

## Risultati

### Campionato

#### Girone di andata
| 19 settembre 1982 1ª giornata | Novara | 3 – 0 | Pergocrema |  |

| 26 settembre 1982 2ª giornata | Pergocrema | 0 – 3 | Rhodense |  |

| 3 ottobre 1982 3ª giornata | Monselice | 1 – 1 | Pergocrema |  |

| 10 ottobre 1982 4ª giornata | Pergocrema | 3 – 2 | Conegliano |  |

| 17 ottobre 1982 5ª giornata | Mantova | 0 – 1 | Pergocrema |  |

| 24 ottobre 1982 6ª giornata | Pergocrema | 1 – 1 | Sant'Angelo |  |

| 31 ottobre 1982 7ª giornata | Vogherese | 2 – 1 | Pergocrema |  |

| 7 novembre 1982 8ª giornata | Omegna | 2 – 2 | Pergocrema |  |

| 14 novembre 1982 9ª giornata | Pergocrema | 1 – 1 | Pavia |  |

| 21 novembre 1982 10ª giornata | Legnano | 3 – 0 | Pergocrema |  |

| 28 novembre 1982 11ª giornata | Pergocrema | 1 – 1 | Fanfulla |  |

| 5 dicembre 1982 12ª giornata | Pordenone | 1 – 1 | Pergocrema |  |

| 12 dicembre 1982 13ª giornata | Pergocrema | 0 – 0 | Montebelluna |  |

| 19 dicembre 1982 14ª giornata | Pergocrema | 2 – 0 | Ospitaletto |  |

| 9 gennaio 1983 15ª giornata | Lecco | 2 – 2 | Pergocrema |  |

| 16 gennaio 1983 16ª giornata | Pergocrema | 0 – 0 | Mira |  |

| 23 gennaio 1983 17ª giornata | Gorizia | 2 – 1 | Pergocrema |  |

#### Girone di ritorno
| 30 gennaio 1983 18ª giornata | Pergocrema | 1 – 1 | Novara |  |

| 6 febbraio 1983 19ª giornata | Rhodense | 0 – 2 | Pergocrema |  |

| 13 febbraio 1983 20ª giornata | Pergocrema | 3 – 0 | Monselice |  |

| 20 febbraio 1983 21ª giornata | Conegliano | 1 – 1 | Pergocrema |  |

| 27 febbraio 1983 22ª giornata | Pergocrema | 2 – 2 | Mantova |  |

| 6 marzo 1983 23ª giornata | Sant'Angelo | 1 – 0 | Pergocrema |  |

| 13 marzo 1983 24ª giornata | Pergocrema | 1 – 1 | Vogherese |  |

| 20 marzo 1983 25ª giornata | Pergocrema | 1 – 1 | Omegna |  |

| 2 aprile 1983 26ª giornata | Pavia | 3 – 0 | Pergocrema |  |

| 10 aprile 1983 27ª giornata | Pergocrema | 1 – 1 | Legnano |  |

| 17 aprile 1983 28ª giornata | Fanfulla | 0 – 0 | Pergocrema |  |

| 1º maggio 1983 29ª giornata | Pergocrema | 1 – 2 | Pordenone |  |

| 8 maggio 1983 30ª giornata | Montebelluna | 1 – 1 | Pergocrema |  |

| 15 maggio 1983 31ª giornata | Ospitaletto | 0 – 0 | Pergocrema |  |

| 22 maggio 1983 32ª giornata | Pergocrema | 0 – 0 | Lecco |  |

| 29 maggio 1983 33ª giornata | Mira | 1 – 0 | Pergocrema |  |

| 5 giugno 1983 34ª giornata | Pergocrema | 0 – 0 | Gorizia |  |